# Catrine Johansson
Catrine Johansson, född 18 december 1991, är en svensk fotbollsspelare (försvarare) som sedan 2007 spelar för Kopparbergs/Göteborg FC.
Johanssons moderklubb är Ytterby IS.